# Vestla
Vestla (Duits: Wesselsdorf of Wesseldorf) is een plaats in de Estlandse gemeente Saaremaa, provincie Saaremaa. De plaats heeft de status van dorp (Estisch: küla) en telt 10 inwoners (2021).
Tot in december 2014 behoorde Vestla tot de gemeente Kaarma, tot in oktober 2017 tot de gemeente Lääne-Saare en sindsdien tot de fusiegemeente Saaremaa.

## Geschiedenis
Vestla werd voor het eerst genoemd in 1646 onder de Duitse naam Wesseldorf als nederzetting op het landgoed van Meedla. In 1730 werd ze een ‘semi-landgoed’ (Estisch: poolmõis), een landgoed dat deel uitmaakt van een groter landgoed, in dit geval Meedla.
Tot in 1977 hoorde Vestla bij het buurdorp Maleva en vanaf 1977 bij Meedla. Pas in 1997 werd Vestla een zelfstandig dorp.